# Sadriddin Aini
Sadriddin Aini (également transcrit en français Sadriddine Aïni, tadjik : Садриддин Айнӣ, persan : صدردين عيني), né le 15 avril 1878 (27 avril dans le calendrier grégorien) à Soktouri et mort le 15 juillet 1954 à l'âge de 76 ans à Douchanbé, en République socialiste soviétique du Tadjikistan. C'est un intellectuel et écrivain soviétique du Tadjikistan. Il reçoit un prix Staline pour le livre Boukhara en 1950.

## Biographie
Sadriddin Aini naquit dans le petit village de Soktouri, à proximité de la ville de Gijduvon dans l'Émirat de Boukhara (actuel Ouzbékistan), alors sous protectorat de l'Empire russe. Il commença son instruction à l'école du village à l'âge de 6 ans et, une fois orphelin, partit à 12 ans rejoindre son frère à Boukhara pour étudier à la madrasa Koukeldash, où il apprit notamment l’écriture arabe.
Il aida à la propagation de la révolution bolchévique dans les actuels Ouzbékistan et Tadjikistan. Il consolida le nationalisme tadjik et renouvela la littérature en tadjik, interdite par le gouvernement du temps de l'émirat, en écrivant le premier roman en tadjik, Dokunda (1934). Son œuvre principale est Yoddoshtho (1949-1954).
En 1934, il assista au Congrès des écrivains soviétiques comme représentant tadjik.
Ses écrits furent moins censurés que ceux d’autres écrivains et il fut membre du Soviet suprême de la RSS du Tadjikistan pendant vingt ans. Il fut récompensé en 1944, 1948 et 1949 par l'ordre de Lénine ainsi que par l'ordre du Drapeau rouge du Travail en 1953. Il occupa pendant de nombreuses années le poste de président de l'Académie des sciences de la République socialiste soviétique du Tadjikistan.
Il mourut le 15 juillet 1954 à Douchanbé, en République socialiste soviétique du Tadjikistan,.

### Œuvre
Les dates indiquées sont celles de la publication de l'œuvre en russe
- Adiné (1929) : récit du passé récent des tadjiks pauvres, Tachkent-Samarkand, 144 p. - Inédit en français.
- Odina ou les aventures d'un tadjik pauvre (Odina) (1930), 140 p. - Inédit en français.
- La vie de Bozoror le miséreux (1933), Tachkent - Inédit en français.
- Dokounda (Dokhunda) (1934), Moscou-Tachkent, 304 p.  - Inédit en français.
- Vingt ans après (1934), nouvelle parue dans « Nos réalisations » no 5 - Inédit en français.
- Les esclaves (Ghulomon) (1935), roman paru dans « Uzbekistan littéraire » no 1 - Inédit en français.
- Le passé (L'école) (1935), Tachkent, 39 p. - Inédit en français.
- Les bourreaux de Boukhara (Jallodon-i Bukhara) (1936), « Uzbekistan littéraire » no 4
  - repris dans l'ouvrage Boukhara publié en 1956 en France par Gallimard (voir infra)
- Le vieux maktab (1937), 56 p. - Inédit en français.
- La Mort de l'usurier (Marg-i Sudkhur) (1939), nouvelles parues dans « Uzbekistan littéraire » no 5
  - Paris : Les Éditeurs français réunis, 1957, 317 p. / trad. du tadjik et du russe par Serguei Borodine et V. Voinot.
- Temourmalik, héros du peuple tadjik (1944) esquisse historico-littéraire, Stalinabad, 85p. - Inédit en français.
- L'orphelin
- Réminiscence (Yoddoshtho) en 4 volumes (1949-1954)
- Boukhara, recueil de nouvelles et d'écrits autobiographiques
  - Paris : Gallimard, coll. Littératures soviétiques no 2, 1956, 312 p.  (ISBN 2070200302) / trad. du tadjik et du russe par Serguei Borodine et P. Korotkine.